# Dyanne Thorne
Dyanne Thorne (14 tháng 10 năm 1936 - 28 tháng 1 năm 2020) sinh tại Park Ridge, New Jersey, Hoa Kỳ, là một nữ diễn viên, người mẫu khỏa thân cho các tạp chí phổ biến và từng là người trình diễn ở Las Vegas. Cô được biết đến qua vai diễn trong phim khiêu dâm thể loại sex exploitation có nhan đề "Ilsa" - phim đã có ảnh hưởng nhiều đến dòng phim sex exploitation lấy chủ đề Đức Quốc xã.

## Một số phim tham gia
- Sin in the Suburbs (1964), Yvette Talman
- Point of Terror (1971), Andrea
- The Erotic Adventures of Pinocchio (1971), Fairy Godmother
- Blood Sabbath (1972), Alotta
- Snatched Women (1974)
- Ilsa, She Wolf of the SS (1974), Ilsa
- The Swinging Barmaids (1975)
- Ilsa, Harem Keeper of the Oil Sheiks (1976), Ilsa
- Beyond Fulfillment (1976)
- Ilsa, the Tigress of Siberia (1977), Ilsa
- Ilsa, the Wicked Warden (1977) aka Greta the Torturer
- Hellhole (1985)
- Real Men (1987), Dad Pirandello

## Truyền hình
- Felony Squad (1966), Diana Porter - ở tập "The Terror Trap"
- Felony Squad (1966), Miss Lucas - ở tập "Miss Reilly's Revenge"
- Star Trek (1968), First Girl - ở tập "A Piece of the Action"
- Space (TV mini-series) (1985), Entertainer